# Avatar client
Un avatar client és el prototip del client ideal, concebut pel disseny centrat en l'usuari i en màrqueting. Serveix de base per a establir l'estratègia comercial. Sovint es fa servir l'argot anglès, buyer persona o customer avatar, molt de moda en el màrqueting. Pot ser diferent per a cada producte o servei. És el retrat fictici d'un «consumidor ideal», client potencial d'un producte o servei.
Es tracta de la representació d'un grup social amb qualitats i comportaments similars, que es concep a partir de l'etnografia i inclou un perfil psicològic. Atesa la seva naturalesa de referent i de model, li poden atorgar les característiques que el negoci desitja que tingui (zona geogràfica, poder adquisitiu, capacitat d'influenciar en altres clients potencials, etc.) per tal de poder definir-lo bé (o bé perfilar-ne un de diferent per a cada producte o servei) i fer que la campanya de màrqueting s'hi apropi com més millor per poder ser més efectiva. Definir l'avatar correctament és clau en el pla de màrqueting i comunicació, base de totes les estratègies.
El concepte d'avatar client és relacionat amb altres dos conceptes, que són lleugerament diferents però amb els quals es confon sovint: «client ideal» (persona real, client amb qui hi pot haver hagut una relació comercial i que es pretén fidelitzar) i «públic objectiu» (grup de població amb unes característiques comunes al qual va dirigit un missatge publicitari, segment social potencialment interessat).